# Medaglia interalleata della vittoria (Francia)
La medaglia interalleata della vittoria in Francia fu istituita con legge del 20 luglio 1922, implementata da Istruzioni Ministeriali emanate il 7 ottobre 1922, che prevedevano la sua concessione a tutti i soldati che avevano prestato servizio nella zona di guerra tra il 2 agosto 1914 e l'11 novembre 1918 per tre mesi anche non consecutivi, alle infermiere ed infermieri civili, a civili e militari stranieri che avevano servito direttamente agli ordini del comando francese, ai marescialli e generali che avevano avuto un comando per almeno tre mesi, ai prigionieri di guerra ed ai volontari dell'Alsazia-Lorena che avevano fatto parte di una unità di combattimento per un qualsiasi periodo di tempo ed a coloro che potevano dimostrare di aver disertato i ranghi tedeschi.
L'articolo 10 della legge del 1920 specifica che:
(....) e a quelli che sono morti per malattie o lesioni subite servizio.»
Lo scultore, scelto attraverso un concorso pubblico riservato ad artisti-combattenti francesi, fu Pierre Alexandre Morlon, la versione ufficiale della medaglia fu coniata dalla Monnaie de Paris (Zecca di Parigi).

## Insegne

### Medaglia
La medaglia è costituita da un disco di bronzo del diametro di 36 mm; la versione ufficiale reca:
sul diritto
la vittoria alata in piedi, di fronte a braccia levate, con un ramo d'olivo nella mano destra ed una corona d'alloro nella mano sinistra; sull'orlo in basso, accanto ai piedi della figura, è presente il nome dello scultore "A. Morlon"
sul rovescio
le iniziali "R F" ai lati di un berretto frigio che sormonta la scritta "LA GRANDE GUERRE POUR LA CIVILISATION 1914-1918"; sull'orlo in basso il marchio della zecca e la sigla BR (bronzo).

### Nastro
Il nastro, largo 37 mm, presenta i colori di due arcobaleni affiancati per il rosso, con il viola ai lati, come quelli delle altre nazioni alleate ed associate che istituirono la medaglia.

### Versioni non ufficiali
Mentre si attendeva la promulgazione della legge e poi la conclusione del concorso per il disegnatore, varie versioni non ufficiali della medaglia furono coniate per iniziativa privata, tra le altre una versione "uniface" della Medaglia interalleata belga ed una disegnata da C. Charles, il cui dritto è uguale a quello della Medaglia interalleata cubana e che come questa fu prodotta dalla fabbrica parigina degli "Establissements Andrean Chobillon".
Per un'altra versione non ufficiale, il cui dritto fu disegnato da M. Pautot, si adottò il verso disegnato da Louis Octave Mattei, utilizzato anche per viarie altre medaglie modificando solo la scritta.

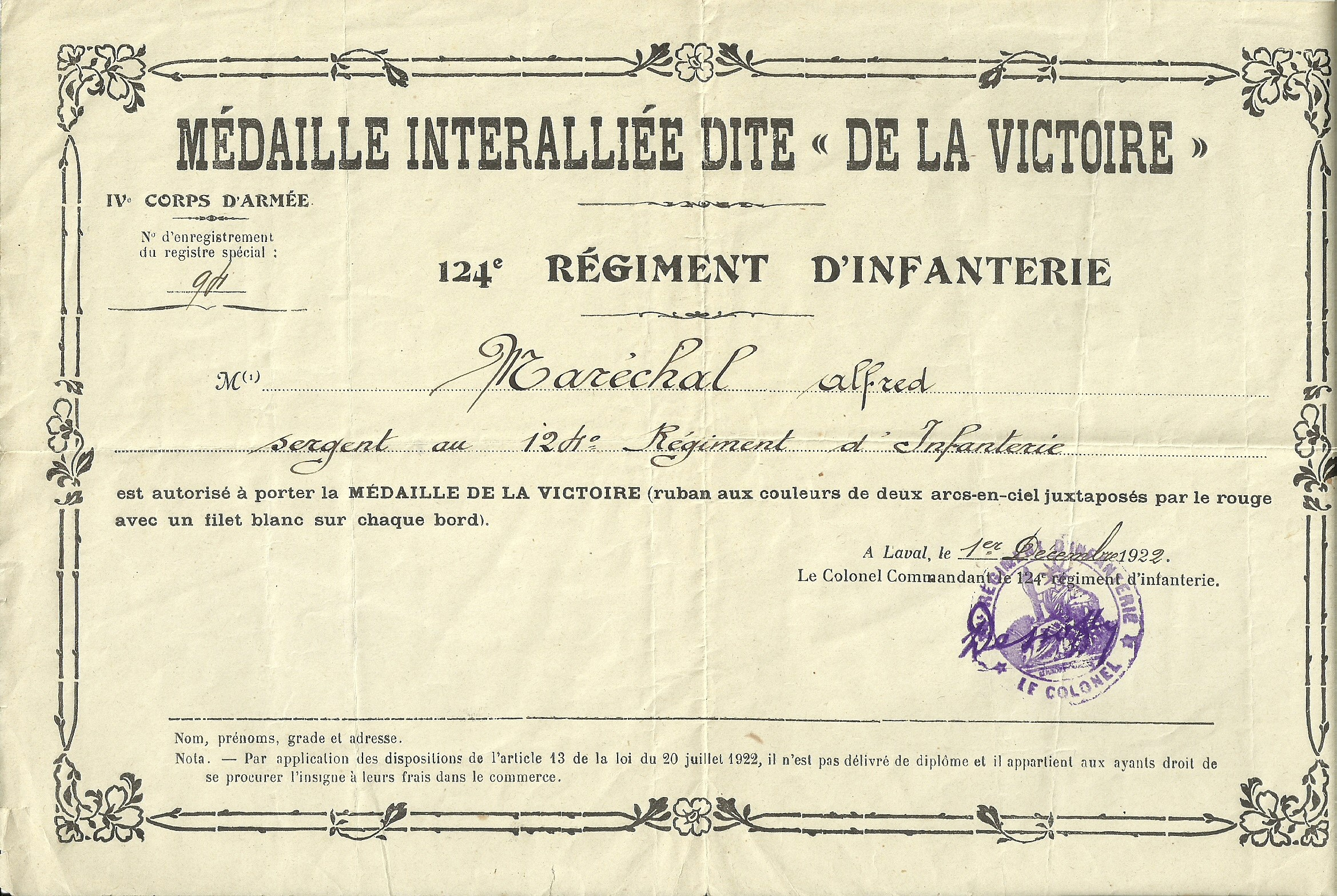
Attestato datato 1º dicembre 1922.

## Attestato
Ogni destinatario della medaglia ha ricevuto un certificato che autorizzava l'uso della decorazione e attestava che gli apparteneva.